# Bejo Sugiantoro
Bejo Sugiantoro (Sidoarjo, 2 de abril de 1977-25 de febrero de 2025) fue un futbolista y entrenador de fútbol indonesio que jugaba en la posición de defensa. En la temporada 2024/2025 era el director técnico del Deltras FC, que milita en la Liga 2 de Indonesia, tras haberse desempeñado como el entrenador asistente del Persebaya Surabaya de la Liga 1, el club donde debutó como jugador en 1994.

## Carrera

### Club
| Periodo   | Club                 | Apariciones | Goles |
| --------- | -------------------- | ----------- | ----- |
| 1994–2003 | Persebaya Surabaya   | 138         | 2     |
| 2003–2004 | PSPS Pekanbaru       | 22          | 0     |
| 2004–2008 | Persebaya Surabaya   | 69          | 1     |
| 2008–2009 | Mitra Kukar FC       | 11          | 1     |
| 2009–2010 | Persidafon Dafonsoro | 25          | 1     |
| 2010–2011 | Deltras Sidoarjo     | 25          | 2     |
| 2011–2012 | Persidafon Dafonsoro | 25          | 0     |
| 2012–2013 | Perseba Bangkalan    | 21          | 0     |

### Selección nacional
Jugó para Indonesia en 45 ocasiones de 1997 a 2004 y anotó dos goles,ambos en la victoria por 13-1 ante Filipinas por la Copa Tigre 2002, disputado en Indonesia, el 23 de diciembre de 2002. Además, participó en la Copa Asiática 2000. 

### Entrenador
| Periodo   | Club               |
| --------- | ------------------ |
| 2017      | Persik Kediri      |
| 2019      | Persebaya Surabaya |
| 2023–2024 | Serpong City FC    |
| 2024–2025 | Deltras FC         |

## Muerte
Su muerte se produjo en la tarde del 25 de febrero de 2025, cuando se desvaneció mientras participaba de un partido amistoso de fútbol con el Rosita FC (equipo integrado por varios exfutbolistas profesionales), en el SIER Field de Surabaya. "Perdió el conocimiento y fue llevado al hospital Royal Surabaya frente al campo. A las 17:20 el médico lo declaró muerto", señaló Amir Burhanudin, el director general de Deltras Sidoarjo y vicepresidente de Asprov PSSI East Java.
Bejo es el padre biológico de Rachmat Irianto, centrocampista ofensivo de 25 años, que juega en el Persib Bandung, de la Liga 1, y en la selección nacional de Indonesia.

## Logros

### Club
- Liga Indonesia Premier Division (2): 1996–97, 2004
- Liga Indonesia First Division (1): 2006

### Selección nacional
- Indonesian Independence Cup (1): 2000